# غريب السبت (أولاد ناصر)
غريب السبت هو دُوَّار يقع بجماعة سبت لوداية، إقليم مولاي يعقوب، جهة فاس مكناس في المملكة المغربية. ينتمي الدوّار لمشيخة أولاد ناصر التي تضم 24 دوار. يقدر عدد سكانه بـ 45 نسمة حسب الإحصاء الرسمي للسكان والسكنى لسنة 2004.

## روابط خارجية
- البوابة الوطنية للجماعات الترابية نسخة محفوظة 12 مارس 2018 على موقع واي باك مشين.
- المندوبية السامية للتخطيط